# 莱格朗日贡塔尔德
莱格朗日贡塔尔德（法語：Les Granges-Gontardes，法語發音：[le ɡʁɑ̃ʒ ɡɔ̃taʁd]）是法国德龙省的一个市镇，位于该省西南部，属于尼永斯区。

## 地理
莱格朗日贡塔尔德（44°24'57"N, 4°45'47"E）面积7.26 平方千米，位于法国奥弗涅-罗讷-阿尔卑斯大区德龙省，该省份为法国东南部内陆省份，北起顺时针与伊泽尔省、上阿尔卑斯省、上普罗旺斯阿尔卑斯省、沃克吕兹省和阿尔代什省接壤。
与莱格朗日贡塔尔德接壤的市镇（或旧市镇、城区）包括：拉加尔德阿代马尔、栋泽尔、马拉塔韦尔讷、鲁萨、瓦洛里。
莱格朗日贡塔尔德的时区为UTC+01:00、UTC+02:00（夏令时）。

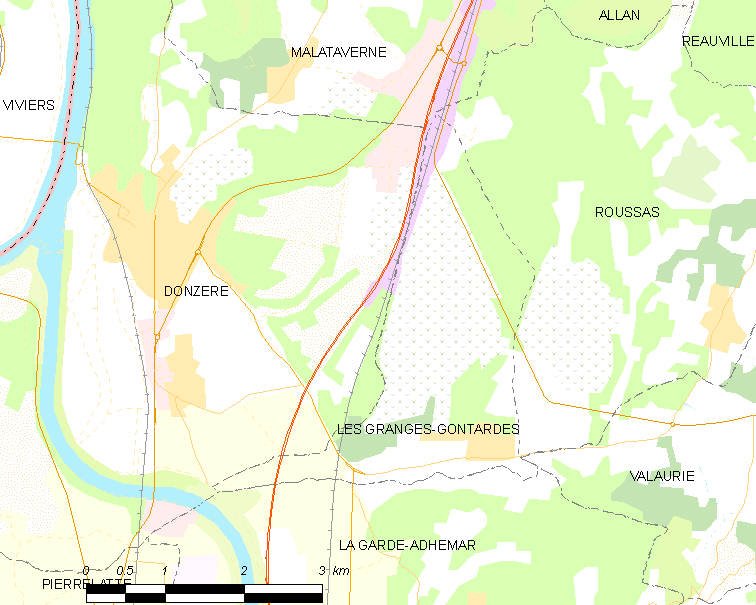
莱格朗日贡塔尔德的OSM定位图

## 行政
莱格朗日贡塔尔德的邮政编码为26290，INSEE市镇编码为26145。

## 政治
莱格朗日贡塔尔德所属的省级选区为格里尼昂县。

## 人口

1962-2008年间莱格朗日贡塔尔德人口变化图示

莱格朗日贡塔尔德于2022年1月1日时的人口数量为692人。